# Лондек-Здрој
Лондек-Здрој (пољ. Lądek-Zdrój) град је у Пољској у Војводству доњошлеском. По подацима из 2012. године број становника у месту је био 6023.

## Становништво
| 2012. |
| ----- |
| 6.023 |